# Anker Schone
Anker Schone (født 28. februar 1920 – død ??) var en dansk professionel bokser i fjervægtsklassen. 
Som amatør boksede Schone for IK Gefion. Han vandt det danske mesterskab i bantamvægt i 1944 og i 1945.
Anker Schone debuterede som professionel den 6. januar 1950 i KB Hallen mod  Roger Legrave, og vandt en pointsejr. Anker Schone opnåede 10 sejre i 15 kampe, men sejrene blev vundet over forholdsvis svage modstanderne. Anker Schone boksede sin sidste kamp den 4. januar 1952, da han i København blev slået ud i 1. omgang af svenskeren Leif Wadling.
Anker Schone opnåede 15 kampe, 10 sejre og 5 nederlag. 